# Johannes Fust

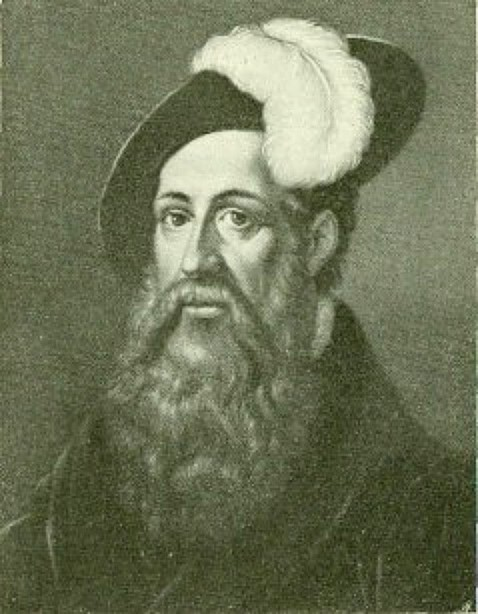
Johann Fust

Johannes Fust (* um 1400 in Mainz; † 30. Oktober 1466 in Paris) war ein gelernter Fürsprech (Anwalt) und späterer Buchdrucker und Verleger. Er gilt als wichtigster Förderer des Buchdrucks mit beweglichen Metall-Lettern. Zeugnisse über ihn treten im Zusammenhang mit Johannes Gutenberg und Peter Schöffer in der frühsten Inkunabelzeit auf.

## Leben
Sein Leben kann auf Grund spärlicher Quellen nur schlaglichtartig beleuchtet werden. Er stammte aus einer wohlhabenden Familie, die ursprünglich in Frankfurt am Main ansässig war. Sein Vater Nicolaus Fust war von 1438 bis 1441 Richter und ab 1444 Ratsmitglied in Mainz. Sein Bruder Jacob Fust war Bürgermeister von Mainz. Alle drei gehörten der Goldschmiedezunft an und agierten als Unternehmer. Johannes Fust arbeitete zusätzlich als Fürsprech und war als Mainzer Bürger verzeichnet. Zusammen mit seiner Frau Margarete hatte er zwei Kinder, Christine und Johannes. Um 1449 beteiligte er sich mit Geldanlagen an der Druckwerkstatt Gutenbergs und förderte die Herausgabe der Gutenberg-Bibel. Nach der Beendigung der Partnerschaft um 1455 leitete Fust mit Hilfe von Schöffer eine weitere Druckwerkstatt. Auf einer Verkaufsreise 1466 starb er in Paris, wahrscheinlich an der Pest.
Eine praktische Mitarbeit Fusts in den jeweiligen Druckwerkstätten ist nicht eindeutig belegt. Es besteht die Annahme, dass er als Besitzer und Geldgeber agierte, während Gutenberg bzw. Schöffer die technische Leitung übernahmen.

## Fust und Gutenberg
Die Zusammenarbeit von Fust und Gutenberg dauerte von etwa 1448 bis 1455 an. Das sogenannte Helmaspergerische Notariatsinstrument gibt Aufschluss über die geschäftliche Beziehung der beiden und markiert zugleich deren Ende. Das Notariatsinstrument ist eine Art Zusammenfassung der Auseinandersetzung zwischen Fust und Gutenberg vor einem Mainzer Stadtgericht. Unterzeichnet und auf den 6. November 1455 datiert hat es der Notar Ulrich Helmasperger. Der Notar fasste den vorangegangenen Prozess kurz zusammen. Er konzentrierte sich dabei hauptsächlich auf Geldfragen.
Aus der Notiz geht hervor, dass Fust Gutenberg ein Darlehen über 800 Gulden gab. Diesen Betrag stockte er später um weitere 800 Gulden auf, um das „Werck der bucher“, wahrscheinlich die B42, zu vollenden. Da die vertraglich festgelegten Zinsen (sechs Prozent) von Gutenberg nicht bezahlt wurden, reichte Fust, der sich das Geld selbst geliehen hatte und Zinsforderungen nachkommen musste, eine Klage ein und forderte die gesamte Schuldenrückzahlung (2020 Gulden). Er erhob die Klage mit der Begründung, dass Gutenberg das Geld veruntreut und für andere Tätigkeiten verwendet hatte.
Gutenberg setzte dem entgegen, dass die erste Zahlung zur Einrichtung einer Werkstatt vorgesehen und auch verwendet wurde. Als Sicherheit hatte Fust diese als Pfand erhalten. Auf die Zahlung der Zinsen sollte Fust in einer mündlichen Vereinbarung verzichtet haben. Außerdem betrachtete Gutenberg die zweite Zahlung, die Fust in jährlichen Raten zahlte, nicht als Kredit, sondern als Beteiligung am Unternehmen.
Aus der Zusammenfassung des Urteils geht hervor, dass das Gericht zum einen den Kreditanspruch Fusts als gerechtfertigt, zum anderen aber auch die jährlichen Zahlungen als Geschäftseinlage ansah. Gutenberg sollte die Einnahmen und Ausgaben des gemeinsamen Werks („Werk zu beider nutzen“) darlegen. Daraus sollte sich dann die Höhe der Rückzahlung zusätzlich zu den ersten geliehenen 800 Gulden ergeben. Ein Eid sollte die Zinsansprüche von Fust geltend machen. Er schwor daraufhin vor Zeugen, dass er einen Kredit über 1550 Gulden aufgenommen hatte, von dem er wiederum Gutenberg einen Teil lieh und den anderen in die gemeinschaftliche Arbeit investierte. Der weitere Verlauf des Verfahrens wird nicht überliefert. Der Forschung zufolge gab Gutenberg neben einer Geldzahlung Teile der Werkstatt und der Bibelauflage an Fust ab und wandte sich wahrscheinlich neuen Geschäftspartnern zu. Nach dem Rechtsstreit 1455, in dem sich beide Geschäftspartner trennten, betrieb Fust mit seinem späteren Schwiegersohn Peter Schöffer die Druckerei.

## Fust und Schöffer

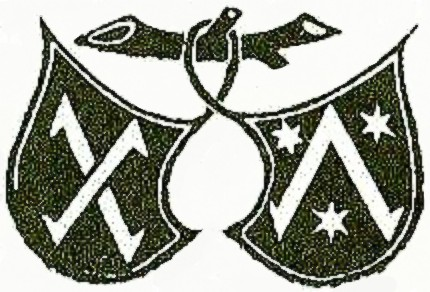
Druckermarke Schöffer & Fust

In einigen Quellen wird Schöffer als Diener, Knecht oder Ziehsohn von Fust genannt. Dies lässt die Vermutung zu, dass Schöffer in enger Verbindung mit der Familie Fust stand. Auch war es wahrscheinlich Fust, der Peter Schöffer um 1452 in die Gutenbergische Druckwerkstatt einführte. Ab etwa 1455 führten Fust und Schöffer die Druckerei gemeinsam weiter.
Nach dem Tod Johannes Fusts heiratete Schöffer dessen Tochter und bekam ihren Erbteil an der Werkstatt. Fusts Sohn Johannes verzichtete 1476 auf seinen Anteil am väterlichen Erbe und Schöffer übernahm das Unternehmen vollständig.
Fust und Schöffer waren die ersten Drucker, die ihre Werke mit einer Druckermarke und Druckvermerk ausstatteten. Aus diesem Grund können dieser Offizin folgende Drucke, neben zahlreichen Einblattdrucken, zugewiesen werden:
- Psalterium Moguntinum (1457)
- Rationale Divinorum Officiorum des Bischofs Durand (1459)
- Constitutiones Clementis V. Papae cum apparatu Johannis Andreae (1460)
- Eine 48zeilige Bibelausgabe, B 48 (1462)
- Liber sextus decretalium Domini Bonifacii Papae VIII cum glossa (1465)
- M. T. Ciceronis De Officiis Libri III (1465/66)
- Grammatica rhythmica (1466)